# Гней Корнелий Сципион Гиспалл
Гней Корне́лий Сципио́н Гиспа́лл (лат. Gnaeus Cornelius Scipiō Hispallus; умер в 176 году до н. э., Кумы, Италия) — римский политический деятель и военачальник из патрицианского рода Корнелиев, претор 179 года до н. э., консул 176 года до н. э. Умер во время своего консулата.

## Происхождение
Гней Корнелий принадлежал к древнему патрицианскому роду. Его отцом был Гней Корнелий Сципион Кальв, консул 222 года до н. э., командовавший в Испании во время Второй Пунической войны и погибший в одном из сражений в 212 или 211 году до н. э., а младшим братом — Публий Корнелий Сципион Назика, консул 191 года до н. э.

## Биография
Тит Ливий упоминает некоего Гнея Корнелия Сципиона, которого в 199 году до н. э. приняли в состав жреческой коллегии понтификов на место умершего Гая Сульпиция Гальбы. Предположительно речь идёт о Сципионе Гиспалле, который в то время должен был начинать политическую карьеру. Надёжные упоминания об этом нобиле связаны только с двумя датами. В 179 году до н. э. Гней стал претором, причём коллегия тогда впервые за многие годы включала всего четверых преторов, а не шестерых. По жребию Сципиону Гиспаллу выпала должность претора по делам иностранцев (praetor peregrinus). Спустя положенное по закону Виллия время Гней выдвинул свою кандидатуру в консулы (на 176 год до н. э.) и одержал победу на выборах; его коллегой стал плебей Квинт Петилий Спурин.
Консулы должны были сформировать армию (по два легиона на каждого) и отправиться на север Италии, где восстали лигуры. Провинцией одного из них должна была стать собственно Лигурия, провинцией второго — Пиза, причём этому второму следовало в конце года ненадолго приехать в Рим, чтобы организовать очередные выборы магистратов. По результатам жеребьёвки Пиза досталась Гиспаллу. Однако на север Гней Корнелий так и не отправился. Ещё весной, возвращаясь однажды домой с Альбанской горы, он упал, и у него отнялась часть тела. Консула увезли на лечение на воды в Кумах, но лучше ему не стало. Там же, в Кумах, Гиспалл скончался. Его тело привезли в Рим и устроили торжественные похороны. На место Гнея Корнелия был избран консул-суффект — патриций Гай Валерий Левин.

## Семья
Жену Гнея предположительно звали Павла Корнелия: в гробнице Сципионов был найден фрагмент саркофага с этим именем. В источниках упоминается сын Сципиона Гиспалла, Гней Корнелий Сципион Испанский, занимавший должность претора в 139 году до н. э.